# Троглолестес Соколова
Троглолестес Соколова (лат. Troglolestes sokolovi) — вид лёгочных улиток из семейства тригонохламидид (Trigonochlamydidae) отряда стебельчатоглазых. Единственный вид в роде Troglolestes. Включен в Красную книгу Краснодарского края. Статус — «Находящийся под угрозой исчезновения» — 1Б.

## Описание
Небольшие слизни молочно-белого цвета. Через кожу видны внутренние органы. Большая мантия покрывает практически все тело животного за исключением головы, передней части цефалоподиума и маленького клиновидного фрагмента задней части. Глаза — под кожей и нечувствительны к свету, хотя основная часть глазного аппарата сохранилась. Поверхность мантии живых особей равномерно покрыта крупными папиллами. Размеры особей: в ползущем состоянии — длина 12,0—32,0 мм; фиксированном — длина 9,0 мм, ширина 2,8 мм; длина мантии 7,5 мм. Эндемик Западного Кавказа. Обнаружен только в верховьях реки Кудепсты в Воронцовской пещере. Уникальный таксон, обитающий только в Воронцовской пещере. Название рода Troglolestes переводится как «пещерный разбойник». Хищные троглобионтные слизни, лишенные пигмента и зрения. Питаются энхитреидами и небольшими дождевыми червями; малоподвижны. При ловле червей передней частью тела погружаются в почву, для предотвращения засорения при этом дыхательное отверстие смещено к хвосту.